# Hustopeče nad Bečvou
Hustopeče nad Bečvou (in tedesco Hustopetsch an der Betschwa) è un comune mercato della Repubblica Ceca facente parte del distretto di Přerov, nella regione di Olomouc.